# Sancho d'Avila
Sancho d'Avila, španski general, * 1523, Ávila, † 1583, Lizbona.
Bil je eden višjih poveljnikov v času osemdesetletne vojne.